# Kozłów (powiat bolesławiecki)
Kozłów – wieś w Polsce położona w województwie dolnośląskim, w powiecie bolesławieckim, w gminie Bolesławiec.

## Położenie
Wieś leży w Borach Dolnośląskich nad Bobrem przy drodze DW297. W pobliżu wsi znajduje się obszar chroniony mewy śmieszki w rozlewiskach Bobru. 
W latach 1975–1998 miejscowość należała administracyjnie do województwa jeleniogórskiego.

## Demografia
Najmniejsza wieś gminy Bolesławiec. Według ostatniego Narodowego Spisu Powszechnego liczyła 42 mieszkańców (31 III 2011 r.).

## Nazwa
W kronice łacińskiej Liber fundationis episcopatus Vratislaviensis (pol. Księga uposażeń biskupstwa wrocławskiego) spisanej za czasów biskupa Henryka z Wierzbna w latach 1295–1305 miejscowość wymieniona jest w zlatynizowanej formie Cosslaw.